# Rentenmark
O Rentenmark (alemão: [ˈʁɛntn̩maʁk] (escutarⓘ); RM) foi uma moeda emitida em 15 de outubro de 1923 para impedir a hiperinflação de 1922 e 1923 na Alemanha de Weimar, depois que o marco de "papel" usado anteriormente se tornou quase inútil. Foi subdividido em 100 Rentenpfennig e substituído em 1924 pelo Reichsmark.

## História
Após a ocupação do Ruhr no início de 1923 pelas tropas francesas e belgas, conhecidas como Ruhrkampf, o governo de Wilhelm Cuno reagiu anunciando uma política de resistência passiva. Isso fez com que a economia regional do Ruhr, o coração industrial da Alemanha, quase parasse. As receitas fiscais despencaram com a desaceleração da atividade econômica. O governo cobria suas necessidades de fundos principalmente imprimindo dinheiro. Como resultado, a inflação disparou e o Papiermark entrou em queda livre no mercado de câmbio. As reservas em moeda estrangeira no Reichsbank diminuíram.

Com o aumento da hiperinflação, o gabinete de Cuno renunciou em agosto de 1923 e foi substituído pelo gabinete de Gustav Stresemann. Depois que Stresemann reformulou seu gabinete no início de outubro, Hans Luther tornou-se Ministro das Finanças. Trabalhando com Hjalmar Schacht no Reichsbank, Lutero rapidamente elaborou um plano de estabilização para a moeda. Com a ajuda da lei de emergência (Ermächtigungsgesetz) de 13 de outubro de 1923, que deu ao governo o poder de emitir decretos sobre questões financeiras e econômicas, o plano foi implementado no mesmo dia, 15 de outubro de 1923.

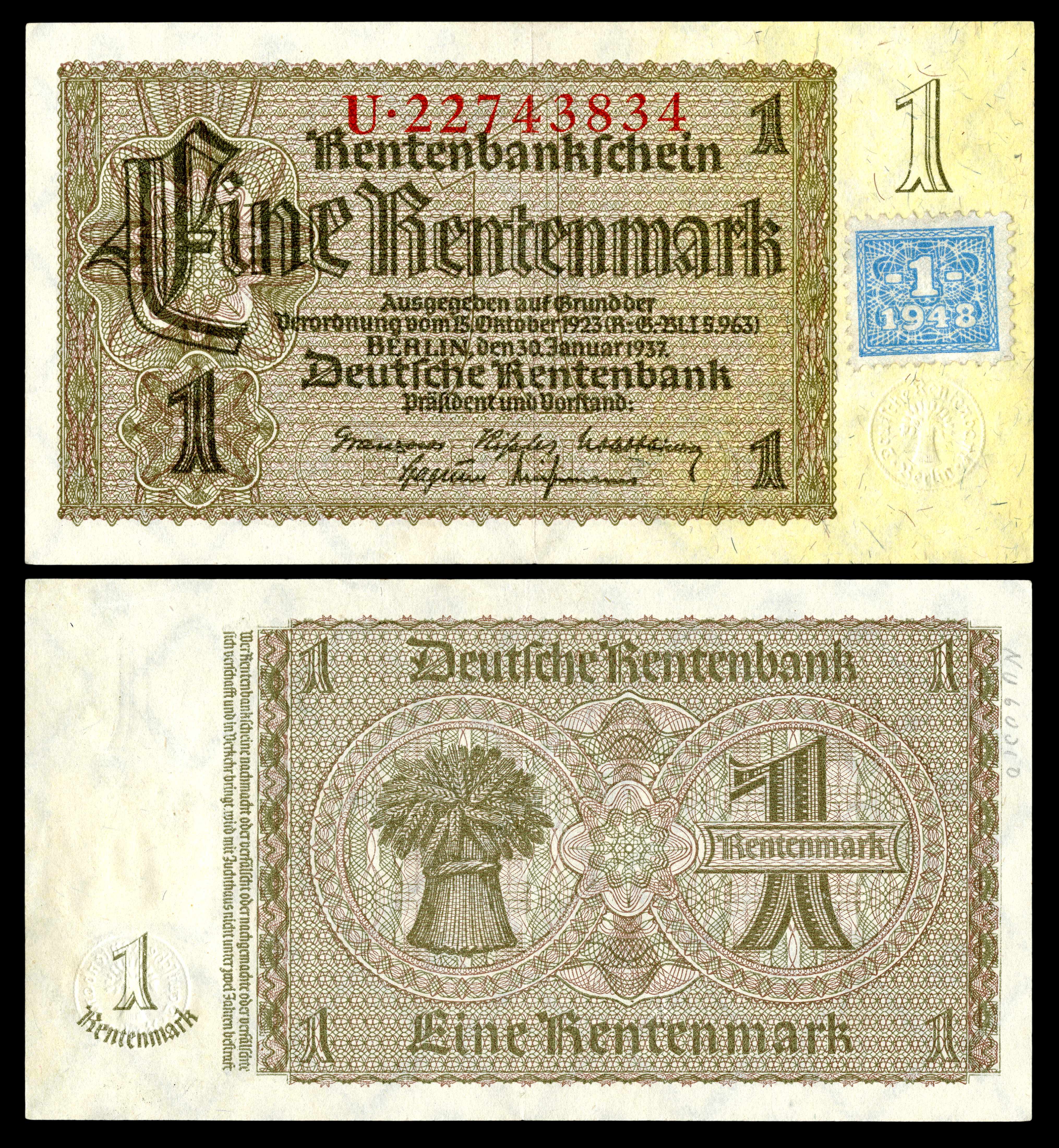
A primeira nota do marco da Alemanha Oriental (1948) foi um Rentenmark de 1937 com um selo de cupom de validação afixado.

Por causa da crise econômica na Alemanha após a Primeira Guerra Mundial, não havia ouro disponível para sustentar a moeda. Lutero usou, assim, a ideia de Helfferich de uma moeda lastreada em bens reais. A nova moeda foi apoiada pela terra usada para agricultura e negócios. Isso foi hipotecado no valor de 3,2 bilhões de Goldmarks. O Rentenmark foi introduzido a uma taxa de um Rentenmark para igualar um trilhão marcos antigos, com uma taxa de câmbio de um Dólar americano para igualar 4,2 Rentenmarks.
Embora o Rentenmark não fosse inicialmente curso legal, foi aceito pela população e seu valor era relativamente estável. A Lei proibiu o recém-privatizado Reichsbank de continuar a descontar notas e a inflação do Papiermark parou imediatamente. A política monetária liderada por Schacht no Reichsbank e a política fiscal do ministro das Finanças Hans Luther puseram fim ao período de hiperinflação na Alemanha. O Reichsmark tornou-se legal em 30 de agosto de 1924, igual em valor ao Rentenmark. Isso marcou um retorno a uma moeda lastreada em ouro em conexão com a implementação do Plano Dawes. O Rentenbank continuou a existir depois de 1924 e as notas e moedas continuaram a circular. As últimas notas Rentenmark foram válidas até 1948.

## Moedas
As moedas foram emitidas com data de 1923, 1924 e 1925 de 1 Rpf, 2 Rpf, 5 Rpf, 10 Rpf e 50 Rpf. Apenas um pequeno número de moedas Rentenpfennig foi produzido em 1925. Essas moedas tinham as mesmas características de design e motivos das moedas do Reichsmark dos períodos de Weimar e do início do Terceiro Reich.